# Special Olympics Katar
Special Olympics Katar (englisch: Special Olympics Qatar) ist der katarische Verband von Special Olympics International, der weltweit größten Sportbewegung für Menschen mit geistiger Beeinträchtigung und Mehrfachbeeinträchtigung. Ziel ist die sportliche Förderung dieser Personengruppe und die Sensibilisierung der Gesellschaft für sie. Außerdem betreut der Verband die katarischen Athletinnen und Athleten bei den Special Olympics Wettbewerben.

## Geschichte
Special Olympics Katar wurde 1994 mit Sitz in Doha gegründet.

## Aktivitäten
2016 waren 1.794 Athletinnen, Athleten und Unified Partner sowie 173 Trainer bei Special Olympics Katar registriert.
Der Verband nahm 2017 an den Programmen Athlete Leadership, Young Athletes und Motor Activities Training Program (MATP) teil, die von Special Olympics International ins Leben gerufen worden waren.

### Sportarten
Folgende Sportarten wurden 2017 vom Verband angeboten:
- Badminton (Special Olympics)
- Basketball (Special Olympics)
- Boccia (Special Olympics)
- Bowling (Special Olympics)
- Floor Hockey (Special Olympics)
- Fußball (Special Olympics)
- Golf (Special Olympics)
- Kraftdreikampf (Special Olympics)
- Leichtathletik (Special Olympics)
- Radsport (Special Olympics)
- Rhythmische Sportgymnastik (Special Olympics)
- Roller Skating (Special Olympics)
- Shorttrack (Special Olympics)
- Schwimmen (Special Olympics)
- Tischtennis (Special Olympics)

### Teilnahme an Weltspielen vor 2020
(Quelle: )
- 2007 Special Olympics World Summer Games, Shanghai, China
- 2009 Special Olympics World Winter Games, Boise, USA
- 2015 Special Olympics World Summer Games, Los Angeles, USA
- 2019 Special Olympics, World Summer Games, Abu Dhabi (19 Athletinnen und Athleten)[2]

### Teilnahme an den Special Olympics World Summer Games 2023 in Berlin
Special Olympics Katar nahm an den Special Olympics World Summer Games 2023 teil. Die Delegation wurde vor den Spielen im Rahmen des Host Town Program von Schleswig betreut und bestand aus 12 Athletinnen und Athleten. Das Team gewann bei diesen Weltspielen zwei Silber- und eine Bronzemedaille.

### Teilnahme an Weltspielen nach 2023
- 2025 Special Olympics World Winter Games, Turin, Italien (2 Athletinnen und Athleten)[6]